# Liste der Baudenkmäler in Marktzeuln
Auf dieser Seite sind die Baudenkmäler in dem oberfränkischen Markt Marktzeuln zusammengestellt. Diese Tabelle ist eine Teilliste der Liste der Baudenkmäler in Bayern. Grundlage ist die Bayerische Denkmalliste, die auf Basis des Bayerischen Denkmalschutzgesetzes vom 1. Oktober 1973 erstmals erstellt wurde und seither durch das Bayerische Landesamt für Denkmalpflege geführt wird. Die folgenden Angaben ersetzen nicht die rechtsverbindliche Auskunft der Denkmalschutzbehörde.
 Diese Liste gibt den Fortschreibungsstand vom 3. Juli 2018 wieder und enthält 60 Baudenkmäler.

## Ensembles

### Ortskern Marktzeuln

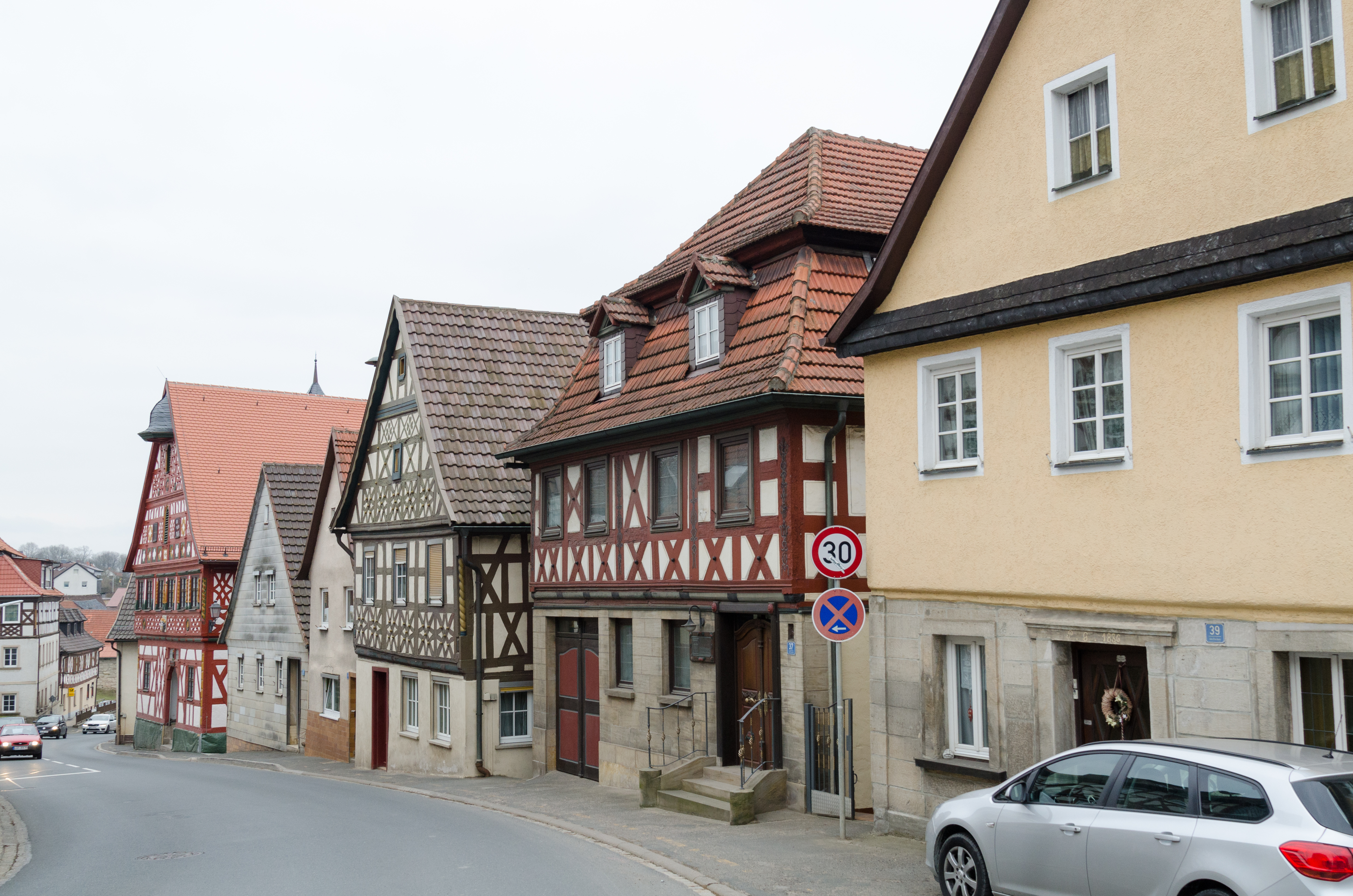
Am Flecken 27-27 (ungerade Nummern), von Osten

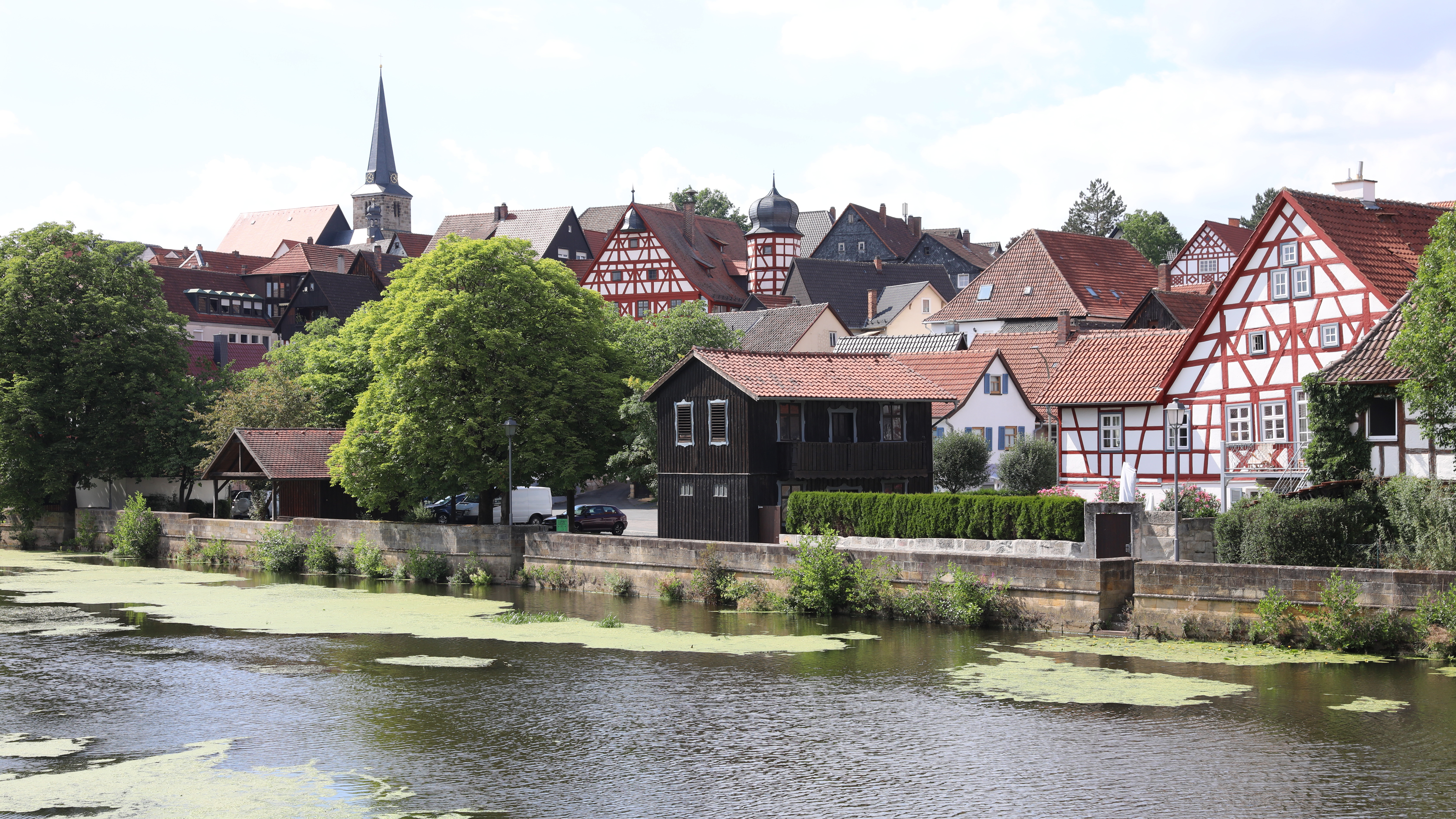
Turm der Kirche St. Michael (links), Rathaus (Mitte), Rodach (unten), von Süden

Das Ensemble (Lage) umfasst die historische Ortslage des am Nordufer der Rodach angelegten Marktortes. Dazu zählen neben der zentralen Marktstraße Am Flecken verschiedene Nebenstraßen, überwiegend in niedriger gelegenen Bereichen im Osten und am Flussufer.
Der Ortsname des von Thüringern besiedelten und auch seit dem 6. Jahrhundert unter fränkischer Herrschaft von ihnen geprägten Region bedeutet so viel wie Dickicht, Gesträuch, Gebüsch. Für die Gründung der Siedlung wird das 8. Jahrhundert angenommen, die undatierte Ersterwähnung in einer Bamberger Traditionsnotiz ist in einer Urkunde von 1071 enthalten, der Ort ist aber wohl älter. 1327 wurde der Ort als Bestandteil des hoheitlichen Herrschaftsbesitzes des Bamberger Fürstbischofs verzeichnet. Die lokalen Auseinandersetzungen in der Reformationszeit und die Gegenreformation nahmen den Zeitraum zwischen 1534 und 1619 in Anspruch. Die Marktprivilegien reichen bis in die Zeit vor 1565 zurück und wurden bis 1706 mehrfach erweitert. Dem Brand des Rathauses folgte die Brandschatzung des gesamten Ortes durch schwedische Truppen 1646 im Dreißigjährigen Krieg. Ein Zeichen des Wiederaufbaus und der Blüte als Marktort ist das 1689 bis 1695 errichtete Rathaus. Neben Marktwesen und Handwerk nahm die Flößerei auf der Rodach eine bedeutende Stellung ein. 1803 gelangte der Marktflecken als Bestandteil der Bamberger Territorien zum Königreich Bayern.
Von der Einfriedung des nahezu rechteckig angelegten Ortsgrundrisses sind noch das Obere Tor und das Graitzer Tor erhalten. Rückgrat der Gesamtstruktur ist die Markstraße Am Flecken. Dort konzentriert sich die Mehrzahl der repräsentativen Fachwerkbauten, die vom Ende des 17. bis zur ersten Hälfte des 18. Jahrhunderts errichtet wurden. Eine besondere räumliche Konstellation ist durch die Stützmauer zwischen dem mittleren Abschnitt von Am Flecken und dem Bereich Oberm Rathaus gegeben. Nur am südöstlichen Ende der Marktstraße gibt es wesentliche neuzeitliche Veränderungen, die vor allem mit dem Neubau der Brücke über die Rodach im Jahre 1970 verbunden sind. Der Verlegung der Trasse nach Westen und ihrer Verbreiterung fielen mehrere historische Gebäude zum Opfer. Die kleinteilig gegliederten Nebenstraßen südlich und östlich der Marktstraße Am Flecken zeichnen sich durch Häusergruppen aus, die selten  längere Zeilen bilden. An der historischen Bausubstanz ist die ursprünglich sozial geringer gestellte Einwohnerschaft erkennbar. Neben baulichen Zeugnissen der Landwirtschaft befindet sich dort das älteste datierte private Bauwerk des Marktortes, der Koppenhof, dessen massives Untergeschoss Anfang des 17. Jahrhunderts errichtet wurde.
Neben dem Straßenraum Am Flecken wurde in der Veröffentlichung der Heimatschutzbewegung Das deutsche Dorf – Süddeutschland auch die Gesamtansicht Marktzeulns von der Flussseite aus bereits vor dem Ersten Weltkrieg dokumentiert. Aktennummer: E-4-78-144-1.

## Baudenkmäler nach Gemeindeteilen

### Marktzeuln
| Lage                                                                 | Objekt                                | Beschreibung | Akten-Nr.     | Bild           |
| -------------------------------------------------------------------- | ------------------------------------- | --- | ------------- | -------------- |
| Alte Gasse 12 (Standort)                                             | Sogenannter Koppenhof                 | Eingeschossiger Fachwerkbau mit Halbwalmdach, 18. Jahrhundert, über Kellergeschoss aus Sandsteinquadern von 1607                                                                  | D-4-78-144-1  | weitere Bilder |
| Am Flecken 3 (Standort)                                              | Wohnhaus                              | Zweigeschossiger Mansarddachbau, Fachwerkobergeschoss, Anfang 19. Jahrhundert | D-4-78-144-2  | weitere Bilder |
| Am Flecken 5 (Standort)                                              | Wohnhaus                              | Zweigeschossiges Fachwerkhaus mit Mansard-Giebeldach, im Kern 18. Jahrhundert | D-4-78-144-3  | weitere Bilder |
| Am Flecken 7 (Standort)                                              | Wohnhaus                              | Zweigeschossiger Fachwerkbau mit Satteldach in Ecklage, frühes 18. Jahrhundert | D-4-78-144-4  | weitere Bilder |
| Am Flecken 9 (Standort)                                              | Wohnhaus                              | Zweigeschossiger Fachwerkbau mit Satteldach, bezeichnet „1697“ | D-4-78-144-6  | weitere Bilder |
| Am Flecken 10, 12 (Standort)                                         | Wohnhaus                              | Zweigeschossiger Walmdachbau mit Fachwerkobergeschoss, zweite Hälfte 18. Jahrhundert                                                                                              | D-4-78-144-7  | weitere Bilder |
| Am Flecken 11 (Standort)                                             | Wohnhaus                              | Eingeschossiges verputztes Fachwerkhaus mit Satteldach, 18. Jahrhundert, durch Ladeneinbau verändert                                                                              | D-4-78-144-8  | weitere Bilder |
| Am Flecken 14 (Standort)                                             | Wohnhaus                              | Dreigeschossiger Mansarddachbau, Fachwerkobergeschoss, im Kern 16. Jahrhundert | D-4-78-144-9  | weitere Bilder |
| Am Flecken 15, 17 (Standort)                                         | Wohnhaus                              | Zweigeschossiges traufständiges Satteldachhaus, Fachwerk, 18. Jahrhundert | D-4-78-144-10 | weitere Bilder |
| Am Flecken 16, 18 (Standort)                                         | Wohnhaus                              | Zweigeschossiger verschieferter Walmdachbau, wohl 18. Jahrhundert | D-4-78-144-11 | weitere Bilder |
| Am Flecken 21, 23 (Standort)                                         | Wohnhaus                              | Zweigeschossiger Walmdachbau, im Kern um 1600, Ausbau 18./19. Jahrhundert | D-4-78-144-12 | weitere Bilder |
| Am Flecken 29 (Standort)                                             | Rathaus                               | Zweigeschossiger giebelständiger Fachwerkbau mit Satteldach und seitlichem Treppenturm, 1690 von Hans Mühlhans und Karl Fuß über einem Sockel des 16. Jahrhunderts                | D-4-78-144-13 | weitere Bilder |
| Am Flecken 35 (Standort)                                             | Ehemaliges Gasthaus Zum Dinkelspeter  | Zweigeschossiges giebelständiges Satteldachhaus, Fachwerk, 18. Jahrhundert | D-4-78-144-14 | weitere Bilder |
| Am Flecken 37 (Standort)                                             | Wohnhaus                              | Zweigeschossiges Mansarddachhaus, Fachwerkobergeschoss, um 1800 | D-4-78-144-15 | weitere Bilder |
| Am Flecken 39 (Standort)                                             | Wohnhaus                              | Zweigeschossiges giebelständiges Satteldachhaus, verputztes Fachwerkobergeschoss, 17./18. Jahrhundert                                                                             | D-4-78-144-16 | weitere Bilder |
| Am Flecken 43 (Standort)                                             | Wohnhaus                              | Zweigeschossiger Walmdachbau, Fachwerk, zweite Hälfte 18. Jahrhundert | D-4-78-144-17 | weitere Bilder |
| Am Flecken 44 (Standort)                                             | Wohnhaus                              | Zweigeschossiger traufständiger Satteldachbau aus Sandsteinquadern, Freitreppe, zweite Hälfte 19. Jahrhundert                                                                     | D-4-78-144-18 | weitere Bilder |
| Am Flecken 46 (Standort)                                             | Wohnhaus                              | Zweigeschossiger verkleideter Fachwerkbau mit Satteldach, 18./19. Jahrhundert | D-4-78-144-19 | weitere Bilder |
| Am Flecken 47 (Standort)                                             | Wohnhaus                              | Zweigeschossiger Sandsteinquaderbau mit Walmdach, um 1800 | D-4-78-144-20 | weitere Bilder |
| Am Flecken 49 (Standort)                                             | Wohnhaus                              | Zweigeschossiger Fachwerkbau mit Halbwalmdach, erste Hälfte 19. Jahrhundert | D-4-78-144-21 | weitere Bilder |
| Am Flecken 50 (Standort)                                             | Katholische Pfarrkirche Sankt Michael | Saalkirche mit eingezogenem Chor mit Dachreiter und Ostturm, Chor des 14. Jahrhunderts, Turm des 16. Jahrhunderts, Langhaus im Kern von 1541, Umbau von 1701, mit Ausstattung     | D-4-78-144-22 | weitere Bilder |
| Am Flecken 51 (Standort)                                             | Wohnhaus                              | Zweigeschossiger verkleideter Fachwerkbau mit Halbwalmdach, erste Hälfte 19. Jahrhundert                                                                                          | D-4-78-144-23 | weitere Bilder |
| Am Flecken 52, 61 (Standort)                                         | Torhaus                               | Zweigeschossiges Gebäude, Dach im Westen ganz und im Osten halb abgewalmt, Fachwerkobergeschoss, um 1700                                                                          | D-4-78-144-25 | weitere Bilder |
| Am Flecken 57, Am Flecken 59 (Standort)                              | Gasthaus zum Paula                    | Zweigeschossiger Fachwerkbau mit Walmdach, 18. Jahrhundert | D-4-78-144-24 | weitere Bilder |
| Nähe Am Flecken, Oberm Rathaus (Standort)                            | Sandsteinfiguren                      | Sogenannte Abraham, Faun, drei Urnen und zwei Pinienzapfen von Georg Hoffmann, spätes 18. Jahrhundert                                                                             | D-4-78-144-40 | weitere Bilder |
| Brauhausstraße 12 (Standort)                                         | Wohnhaus                              | Zweigeschossiger Fachwerkbau mit Satteldach, 17./18. Jahrhundert | D-4-78-144-26 | weitere Bilder |
| Brauhausstraße 13, 15 (Standort)                                     | Wohnhaus                              | Zweigeschossiges, längsgeteiltes Doppelhaus mit Satteldach, Fachwerkobergeschoss teilweise verschiefert, im Erdgeschoss Eckpilaster, Mitte 19. Jahrhundert                        | D-4-78-144-63 | Wohnhaus       |
| Brauhausstraße 16 (Standort)                                         | Wohnhaus                              | Zweigeschossiges Satteldachhaus, Fachwerkobergeschoss, 17./18. Jahrhundert | D-4-78-144-27 | weitere Bilder |
| Nähe Kulbitzweg, Steingäßlein, am Feldweg nach Schwürbitz (Standort) | Bildstock                             | Sandstein, gewundene Säule mit ionischem Kapitell, vierseitiger Aufsatz, um 1700                                                                                                  | D-4-78-144-52 | Bildstock      |
| Mühlenweg 12 (Standort)                                              | Angermühle                            | Zweigeschossiger Mansarddachbau, Fachwerkobergeschoss, bezeichnet „1808“ | D-4-78-144-28 | weitere Bilder |
| Neuburg 2 (Standort)                                                 | Wohnhaus                              | Zweigeschossiges Satteldachhaus mit Fachwerkgiebel des 18. Jahrhunderts, Erdgeschoss teilweise verändert                                                                          | D-4-78-144-29 | weitere Bilder |
| Neuburg 5 (Standort)                                                 | Wohnhaus                              | Zweigeschossiger Fachwerkbau mit Satteldach, Giebel verschiefert, 18. Jahrhundert                                                                                                 | D-4-78-144-30 | weitere Bilder |
| Neuburg 11 (Standort)                                                | Wohnhaus                              | Zweigeschossiges Fachwerkgebäude mit Halbwalmdach, Giebeltrapez verschiefert, erste Hälfte 19. Jahrhundert                                                                        | D-4-78-144-31 | weitere Bilder |
| Neuburg 13, 16 (Standort)                                            | Torhaus, Graitzer Tor                 | Fachwerkbau mit zwei eingeschossigen Wohnblöcken, abgewalmtes Satteldach, massiver Sandsteinquadersockel, altes Kopfsteinpflaster, 17./18. Jahrhundert, Kern wohl 16. Jahrhundert | D-4-78-144-33 | weitere Bilder |
| Neuburg 17 (Standort)                                                | Wohnhaus                              | Kleinbürgerhaus, eingeschossiger Fachwerkbau auf massivem Sockel, Frackdach, wohl erste Hälfte 19. Jahrhundert, Erneuerungen 20. Jahrhundert                                      | D-4-78-144-35 | weitere Bilder |
| Oberm Rathaus 8, 10 (Standort)                                       | Wohnhaus                              | Zweigeschossiges Fachwerkhaus mit Satteldach und Verschieferung, 18./19. Jahrhundert                                                                                              | D-4-78-144-36 | weitere Bilder |
| Oberm Rathaus 12 (Standort)                                          | Wohnhaus                              | Zweigeschossiger Satteldachbau, verschiefertes Fachwerk, 18./19. Jahrhundert, störender Ladenan- und Einbau von 1960                                                              | D-4-78-144-37 | weitere Bilder |
| Oberm Rathaus 14 (Standort)                                          | Wohnhaus                              | Zweigeschossiger Fachwerkbau mit Walmdach, 18. Jahrhundert | D-4-78-144-38 | weitere Bilder |
| Oberm Rathaus 19 (Standort)                                          | Wohnhaus                              | Zweigeschossiger Satteldachbau mit Holzgalerie am Obergeschoss, Giebelseite verschiefert, wohl 18. Jahrhundert                                                                    | D-4-78-144-39 | weitere Bilder |
| Pfarrgasse 12 (Standort)                                             | Wohnhaus                              | Zweigeschossiger Walmdachbau mit Fachwerkobergeschoss, 18./19. Jahrhundert | D-4-78-144-42 | weitere Bilder |
| Nähe Pfarrgasse (Standort)                                           | Scheune                               | Sandsteinquaderbau mit Halbwalmdach und Fachwerkobergeschoss, 18. Jahrhundert | D-4-78-144-68 | Scheune        |
| Quellengasse 3 (Standort)                                            | Wohnhaus                              | Zweigeschossiger Satteldachbau mit Fachwerkgiebel des 18./19. Jahrhunderts | D-4-78-144-43 | weitere Bilder |
| Quellengasse 5 (Standort)                                            | Wohnhaus                              | Zweigeschossiger Mansarddachbau, Fachwerkobergeschoss, 18. Jahrhundert | D-4-78-144-44 | weitere Bilder |
| Nähe Quellengasse (Standort)                                         | Sandsteinfigur                        | Heiliger Johannes Nepomuk, 18. Jahrhundert | D-4-78-144-45 | weitere Bilder |
| Schwürbitzer Straße 17 (Standort)                                    | Villa                                 | Zweigeschossiges Walmdachhaus mit eingeschossigem Terrassananbau und Erdgeschosserker, expressionistischer Heimatstil, 1925 von Georg Haag, mit Ausstattung                       | D-4-78-144-69 | Villa          |
| Schulweg 1 (Standort)                                                | Wohnhaus                              | Zweigeschossiger Mansarddachbau, Fachwerk, frühes 19. Jahrhundert | D-4-78-144-50 | weitere Bilder |
| Schützenstraße 1 (Standort)                                          | Wohnhaus                              | Zweigeschossiger Satteldachbau, Fachwerkobergeschoss, 18. Jahrhundert | D-4-78-144-46 | weitere Bilder |
| Schützenstraße 9 (Standort)                                          | Wohnhaus                              | Eingeschossiges Frackdachhaus, Fachwerkobergeschoss, im Erdgeschoss Ecklisenen, um 1800                                                                                           | D-4-78-144-47 | Wohnhaus       |
| Schützenstraße 11 (Standort)                                         | Wohnhaus                              | Zweigeschossiger Fachwerkbau mit Mansarddach, 18. Jahrhundert | D-4-78-144-48 | weitere Bilder |
| Schützenstraße 21, Nähe Schützenstraße (Standort)                    | Heinzenmühle                          | Zweigeschossiger Fachwerkbau mit Satteldach, 17. Jahrhundert, 1819 verlängert und einheitlich gestaltet, zugehörig Mühlgraben                                                     | D-4-78-144-49 | weitere Bilder |
| Untere Au, am Feldweg nach Hochstadt (Standort)                      | Bildstock                             | Sandstein, Sockel und Schaft einer Säule, bezeichnet „1719“ | D-4-78-144-51 | Bildstock      |
| Zeulner Holz, am Wirtschaftsweg (Standort)                           | Wegkapelle                            | Sandsteinquaderbau mit Satteldach, 18./19. Jahrhundert, mit Ausstattung | D-4-78-144-53 | Wegkapelle     |

### Horb am Main
| Lage                                | Objekt        | Beschreibung                                                                                                 | Akten-Nr.     | Bild          |
| ----------------------------------- | ------------- | --- | ------------- | ------------- |
| Burgkunstadter Straße 10 (Standort) | Wohnhaus      | Zweigeschossiger Satteldachbau, verputztes Fachwerkobergeschoss, 17./18. Jahrhundert                         | D-4-78-144-54 | Wohnhaus      |
| Burgstaller Straße 7 (Standort)     | Wohnstallhaus | Zweigeschossig, mit Walmdach, teilweise verputztes und verschiefertes Fachwerk, erste Hälfte 19. Jahrhundert | D-4-78-144-55 | Wohnstallhaus |
| Dorfstraße 4 (Standort)             | Wohnstallhaus | Eingeschossig, mit Halbwalmdach, Fachwerk, erste Hälfte 19. Jahrhundert                                      | D-4-78-144-56 | Wohnstallhaus |

### Zettlitz
| Lage                         | Objekt              | Beschreibung                                                                        | Akten-Nr.     | Bild                |
| ---------------------------- | ------------------- | ----------------------------------------------------------------------------------- | ------------- | ------------------- |
| Hauptstraße 5 (Standort)     | Katholische Kapelle | Rechteckiger Putzbau mit Satteldach und Dachreiter, erste Hälfte 19. Jahrhundert    | D-4-78-144-57 | Katholische Kapelle |
| Hauptstraße 9 (Standort)     | Wohnstallhaus       | Eingeschossig, aus Sandsteinquadern mit Satteldach, Fachwerkgiebel, 18. Jahrhundert | D-4-78-144-60 | Wohnstallhaus       |
| Hauptstraße 16 (Standort)    | Wohnstallhaus       | Eingeschossig, mit Satteldach und verkleidetem Fachwerkgiebel, 18. Jahrhundert      | D-4-78-144-59 | Wohnstallhaus       |
| Schönleinstraße 2 (Standort) | Wohnhaus            | Zweigeschossiger Walmdachbau, Sandsteingliederungen, erste Hälfte 19. Jahrhundert   | D-4-78-144-61 | Wohnhaus            |

## Ehemalige Baudenkmäler nach Ortsteilen

### Marktzeuln
| Lage                   | Objekt    | Beschreibung                      | Akten-Nr.     | Bild |
| ---------------------- | --------- | --------------------------------- | ------------- | ---- |
| Ostaring 27 (Standort) | Hausfigur | Muttergottes, 16./17. Jahrhundert | D-4-78-144-41 | BW   |

### Zettlitz
| Lage                       | Objekt | Beschreibung                    | Akten-Nr.     | Bild |
| -------------------------- | ------ | ------------------------------- | ------------- | ---- |
| an der Straße nach Horb () | Marter | Sandsteinsäule, 18. Jahrhundert | D-4-78-144-62 |      |